# لیکویل (کالیفرنیا)
لیکویل (به انگلیسی: Lakeville) یک منطقهٔ مسکونی در ایالات متحده آمریکا است که در شهرستان سونوما، کالیفرنیا واقع شده‌است. لیکویل ۳ متر بالاتر از سطح دریا واقع شده‌است.